# Chris Sivertson
Chris Sivertson (...) è uno sceneggiatore e regista statunitense.

## Biografia
La carriera di Chris Sivertson inizia nel 2001, girando il film All Cheerleaders Die insieme a Lucky McKee. Nel 2003 Siverton e Kevin Ford furono i co-registi del documentario intitolato Toolbox Murders: As It Was che sarà di ispirazione a Tobe Hooper per dirigere il film La casa dei massacri. Nel 2006, insieme a Eddie Steeples, fu il coregista e il cosceneggiatore di The Best of Robbers. Dal 2007 dirige vari film, tra cui Il nome del mio assassino e Wicked Lake. Nel 2013, insieme a Lucky McKee, dirige All Cheerleaders Die, remake del film del 2001. 

## Filmografia

### Sceneggiatore
- All Cheerleaders Die (2001)
- Barbarian (2003)
- The Burning Land (2003)
- The Lost (2006)
- The Best of Robbers (2006)
- Wicked Lake (2008)
- Jack and Jill (2008)
- Brawler (2011)
- All Cheerleaders Die (2013)
- Ondata calda (Heatwave) (2022)
- The Image of You (2024)

### Regista
- All Cheerleaders Die, regia di Lucky McKee e Chris Sivertson (2001) Uscito in home video
- Toolbox Murders: As It Was, regia di Kevin Ford e Chris Sivertson – documentario (2003)
- The Lost (2006)
- The Best of Robbers (2006)
- Il nome del mio assassino  (I Know Who Killed Me) (2007)
- Brawler (2011)
- All Cheerleaders Die (2013)
- Ossessioni nascoste (Don't Wake Mommy) (2015)
- Una pericolosa ossessione (Heartthrob) (2017)
- Memorie infrante (Last Night) – film TV (2018)
- Passaggio da uno sconosciuto (Driven to the Edge) – film TV (2020)
- Monstrous (2022)